# Mizmar
A la música àrab, un mizmār (Àrab: مزمار; plural مَزَامِير mazāmīr) és qualsevol instrument de vent de llengüeta simple o doble.
 A Egipte, el terme mizmar normalment es refereix a la xeremia, que és anomenada zurna a Turquia.
Mizmar també és un terme utilitzat per anomenar també un grup de músics, normalment un duo o un trio, que toquen un mizmar amb acompanyament d'un o dos bombos de doble membrana, coneguts al món àrab com tabl baladi o senzillament tabl. A Egipte els mizmars normalment es toquen als casaments o per acompanyar la dansa oriental.
Al Líban, els Territoris palestins i Síria, està influenciat pel zurna turc, una versió més aguda del mizmar, que també pot ser conegut en aquells països com a zamr (زمر) o zamour, així com mizmar. A Algèria un instrument similar és l'anomenada ghaita o rhaita (غيطة). Així com amb la dansa oriental, el mizmar pot acompanyar el dabke, un ball folklòric, line dance, fet a Líban, Síria, Palestina i Iraq.